# Rechtsregel
Een rechtsnorm is in het recht een bepaling met bindende werking. Heeft een rechtsnorm algemene werking dan wordt zij ook wel rechtsregel genoemd. Daarom worden de termen rechtsregel en rechtsnorm dikwijls door elkaar gebruikt. Op een meer abstract niveau kan men daarenboven ook algemene rechtsbeginselen tot de rechtsnormen rekenen.

## Algemene en specifieke rechtsnormen

### Algemene rechtsnormen: rechtsregels
Een rechtsregel is een algemene rechtsnorm. Het is een algemene bepaling in het recht die in beginsel een bindende werking heeft. 

#### Algemeenheid van rechtsregels
Een rechtsregel is algemeen naar drie aspecten:
- Algemeen naar tijd: de rechtsregel geldt in beginsel voor onbepaalde tijd, totdat hij wordt ingetrokken. Soms kan een rechtsregel ook expliciet tijdelijk zijn.
- Algemeen naar persoon: de rechtsregel geldt in beginsel voor alle personen die onder de categorie van de rechtsregel vallen.
- Algemeen naar rechtsfeit: de rechtsregel geldt in beginsel voor alle rechtsfeiten waaraan de rechtsregel rechtsgevolgen verbindt. Het gaat daarbij om een rechtsfeit dat in principe herhaalbaar is. Het is niet noodzakelijk dat het betreffende rechtsfeit ook daadwerkelijk regelmatig optreedt.

#### Structuur van rechtsregels
Dikwijls hebben rechtsregels een conditionele structuur. Er wordt een normconditie gegeven. Als aan deze normconditie is voldaan, treedt er een rechtsgevolg op.

#### Rechtsregels enrechtsbeginselen
Rechtsregels hangen vaak samen met rechtsbeginselen. Rechtsbeginselen bevinden zich evenwel op een hoger en abstracter niveau binnen de rechtswetenschap. Rechtsbeginselen vormen de achtergrond van veel rechtsregels, maar ze kunnen daarnaast ook gebruikt worden ter interpretatie, ter aanvulling of ter correctie van rechtsregels.

### Specifieke rechtsnormen
Naast algemene rechtsnormen (rechtsregels) kent het recht ook specifieke rechtsnormen. Dit zijn normen die voortvloeien uit besluiten gericht tot individuele gevallen, bijvoorbeeld vergunningen en rechterlijke uitspraken. Ook deze normen hebben verbindende werking, maar alleen voor de betreffende personen. Het zijn dus geen rechtsnormen die naar tijd, persoon of rechtsfeit algemeen zijn.

## Soorten rechtsnormen
Er zijn verschillende soorten rechtsnormen te onderscheiden. Dit zijn geen elkaar uitsluitende categorieën. Dikwijls bevat een rechtsnorm componenten uit meerdere soorten rechtsnormen. 

### Gedragsnormen
Gedragsnormen zijn rechtsnormen die een gedraging gebieden, verbieden of toestaan. Rechtsnormen die een gedraging gebieden of verbieden rekenen we onder de verplichtende rechtsnormen. Rechtsnormen die een gedraging toestaan rekenen we onder de veroorlovende rechtsnormen. 

#### Verplichtende rechtsnormen
Verplichtende normen leggen een verplichting op. Betreft het een verplichting om iets te doen, dan is er sprake van een gebod in enge zin. Betreft het een verplichting om iets na te laten, dan is er sprake van een verbod.
In het algemeen is er aan het overtreden van een verplichtende rechtsnorm een sanctie verbonden. De sanctie is een door het recht geregelde reactie die treft de persoon die het de verplichtende rechtsnorm heeft overtreden in zijn belang. 

#### Veroorlovende rechtsnormen
Veroorlovende rechtsnormen bevatten een verlof om iets te doen of na te laten. Dikwijls is daarbij sprake van een bilateraal (tweezijdig) verlof: degene tot wie de norm gericht is, mag de handeling zowel doen als nalaten. Er bestaat wel een verlof om iets te doen of na te laten, maar geen verlof om het tegendeel te doen. Dat is het geval bij verplichtende normen die in sommige gevallen tevens een verlof inhouden. Zo houdt bijvoorbeeld de verplichting om rechts te houden in het verkeer tevens het verlof in om dit te doen. 
Een veroorlovende rechtsnorm kan in het recht op twee wijzen ontstaan. Zij kan expliciet in een verbindende bepaling zijn geformuleerd. In dat geval spreekt men van een sterk verlof of positief verlof. Daarnaast kan een verlof ontstaan doordat het rechtsstelsel over een bepaalde situatie niets specifieks heeft bepaald. Dit noemt men wel een zwak verlof of negatief verlof.

### Sanctienormen
Sanctienormen zijn normen die aangeven welke sanctie kan volgen op de overtreding van een gedragsnorm. Soms zijn in een wetsartikel zowel een gedragsnorm als een sanctienorm gegeven 
In het algemeen is er aan het overtreden van een verplichtende rechtsnorm een sanctie verbonden. De sanctie is een door het recht geregelde reactie die treft de persoon die het de verplichtende rechtsnorm heeft overtreden in zijn belang. 

### Bevoegdheid(s)verlenende normen
Bevoegdheid(s)verlenende normen verlenen aan staatsorganen, rechtspersonen en natuurlijke personen een bepaalde bevoegdheid om rechtshandelingen te verrichten om daardoor rechtsgevolgen in het leven te roepen. Men kan hierbij denken aan de bevoegdheid van de regering en Staten-Generaal om formele wetten vast te stellen (Artikel 81 Grondwet (Nederland)), maar ook aan diverse bevoegdheden om contracten aan te gaan. Bijvoorbeeld de bevoegdheid om een koopovereenkomst aan te gaan, maar ook de bevoegdheid om te trouwen.

### Derogerende en abrogerende rechtsnormen
Een derogerende rechtsnorm heeft derogatie tot gevolg: het is een expliciete bepaling die de ander geldend recht voor bepaalde gevallen buiten toepassing verklaart. Dit gebeurt soms om een uitzondering te maken, maar soms ook om normconflicten op te lossen. 
Daarnaast kan een derogerende norm een andere rechtsnorm geheel opheffen. Voor die gevallen zou men ook de term abrogerende rechtsnorm kunnen gebruiken. Abrogatie betekent namelijk afschaffing.

## Herkomst van rechtsnormen
Als onderdeel van het geldende recht zijn rechtsnormen afkomstig van formele en materiële rechtsbronnen.

## Aard rechtsnormen

### België
In België onderscheidt men drie soorten rechtsnormen naargelang hun aard: 
- regels van openbare orde;
- regels van dwingend recht;
- aanvullende of suppletieve rechtsregels.

#### Regels van openbare orde
Rechtsregels van openbare orde zijn regels die als zodanig essentieel voor de ordening van de maatschappij worden geacht, dat de niet-naleving ervan wordt bestraft met de absolute nietigheid. Deze absolute nietigheid kan door eenieder belanghebbende worden ingeroepen. Er worden geen afwijkingen op geduld, en er kan evenmin afstand van worden gedaan. Zo zijn strafrechtelijke bepalingen rechtsregels van openbare orde.
Regels van openbare orde beschermen het algemeen belang.

#### Regels van dwingend recht
Rechtsregels van dwingend recht zijn regels die individuele belangen, meestal die van economisch zwakkere partijen, beschermen. Er kan hier niet van worden afgeweken, maar afstand van het recht dat men hierdoor verkrijgt kan wel. Indien men hier toch van afwijkt, is de sanctie de relatieve nietigheid, die enkel kan worden ingeroepen door de door de regel van dwingend recht beschermde partij.
Zo is het Belgisch consumentenrecht bezwangerd met regels van dwingend recht, zoals de wettelijke garantie van twee jaar voor materiële goederen die particulieren kopen van handelaars.

#### Suppletieve regels
Suppletieve regels zijn regels die vooral hun toepassing vinden in contractuele sferen en zijn van toepassing indien de partijen zelf geen eigen regeling voorzien hebben. De wetgever heeft als het ware een vangnet geïnstalleerd. Hiervan kan wel worden afgeweken.
Voorbeelden hiervan zijn het wettelijk huwelijksvermogensstelsel, koop, huur ...